# Центральная зона
Центральная зона (тигринья ዞባ ማእከላይ; зоба маэкэлэй) — зона в регионе Тыграй в Эфиопии. Среди населённых пунктов Центральной зоны — города Аксум и Адуа, а также исторически значимая деревня Йеха и городок Тэмбьен-Абийи-Ади. Центральная зона граничит на востоке с Восточной зоной, на юге — с Юго-Восточной зоной, на западе — с Северо-Западной зоной и на севере — с Эритреей.

## Население

Карта регионов и зон Эфиопии

По данным переписи населения 2007 года, проведённой Центральным статистическим агентством Эфиопии (ЦСА), общая численность населения этой зоны составляет 1 245 824 человека, из которых 613 797 мужчин и 632 027 женщин; 176 453 человека, или 14,16 %, являются городскими жителями. Самой крупной этнической группой, зафиксированной в Центральной зоне, были тиграи (99,37 %); все остальные этнические группы составляли 0,63 % населения. Тигринья является родным языком для 99,4 % опрошенных; остальные 0,6 % говорят на всех остальных указанных основных языках. 97,82 % населения заявили, что они православные христиане, а 2,07 % — мусульмане.
По данным национальной переписи 1994 года, общая численность населения зоны составляла 943 850 человек, из которых 464 633 мужчины и 479 217 женщин; 91 058 человек или 9,6 % населения составляли городские жители. В Зоне преобладают тиграи, составлявшие 99,6 % населения, в то время как 0,11 % составляли агау, 0,096 % — амхара, а все остальные этнические группы составляли 0,12 %. Для 99,67 % жителей тигринья является родным языком. 98,41 % населения заявили, что они православные христиане, а 1,55 % — мусульмане. Что касается образования в Зоне, то 9,64 % населения считались грамотными; 10,62 % детей в возрасте 7-12 лет посещали начальную школу, в то время как незначительное число детей в возрасте 13-14 лет учились в младшей средней школе, а 0,14 % детей в возрасте 15-18 лет учились в старшей средней школе. Что касается санитарных условий, то на момент переписи около 25 % городских и 5,6 % всех домов имели доступ к безопасной питьевой воде; около 2,5 % городских и 6 % всех домов имели туалеты.
Согласно меморандуму Всемирного банка от 24 мая 2004 года, 13 % жителей Центральной зоны имеют доступ к электричеству, плотность дорог в этой зоне составляет 29,0 километров на 1000 квадратных километров, среднестатистическое сельское домохозяйство имеет 0,8 гектара земли (по сравнению со средним показателем по стране в 1,01 гектара земли и средним показателем по региону в 0,51) и эквивалент 0,8 голов скота. 17 % населения заняты на работах, не связанных с сельским хозяйством, по сравнению со средним показателем по стране в 25 % и средним показателем по региону в 28 %. 74 % всех детей, имеющих право на обучение, посещают начальную школу, а 28 % — среднюю школу. 78 % зоны подвержены малярии, и ни один процент не подвержен заражению мухой цеце. В меморандуме этой зоне был присвоен рейтинг риска засухи 616.